# Volumen libre
El volumen libre se refiere al espacio sin llenar en un contenedor, en particular uno que contiene líquido.

## Etimología
La palabra «ullage» que se emplea en ocasiones para referirse al volumen libre proviene en última instancia, del latín óculo («ojo»), que fue utilizado en un sentido figurado por los romanos para el agujero de tapón de un barril. Esto fue tomado en el francés en el período medieval como oeil, de la cual se creó un verbo ouiller para llenar un barril hasta el agujero del tapón. A su vez, un nombre ouillage  fue creado, que era la fuente inmediata de nuestra palabra, por primera vez en la historia de los normandos ingleses alrededor de 1300, en un primer momento en el sentido de la cantidad de líquido necesaria para llenar un barril hasta el agujero del tapón.

## Vino y espirituosos
También hablamos de volumen libre para referirnos de la parte del barril o de la botella de vino que queda libre, a veces porque algo del contenido ha sido usado. También se usa para referirse al aire que tienen todas las botellas para asegurar la expansión del vino por incrementos de temperatura.

## Cohetería

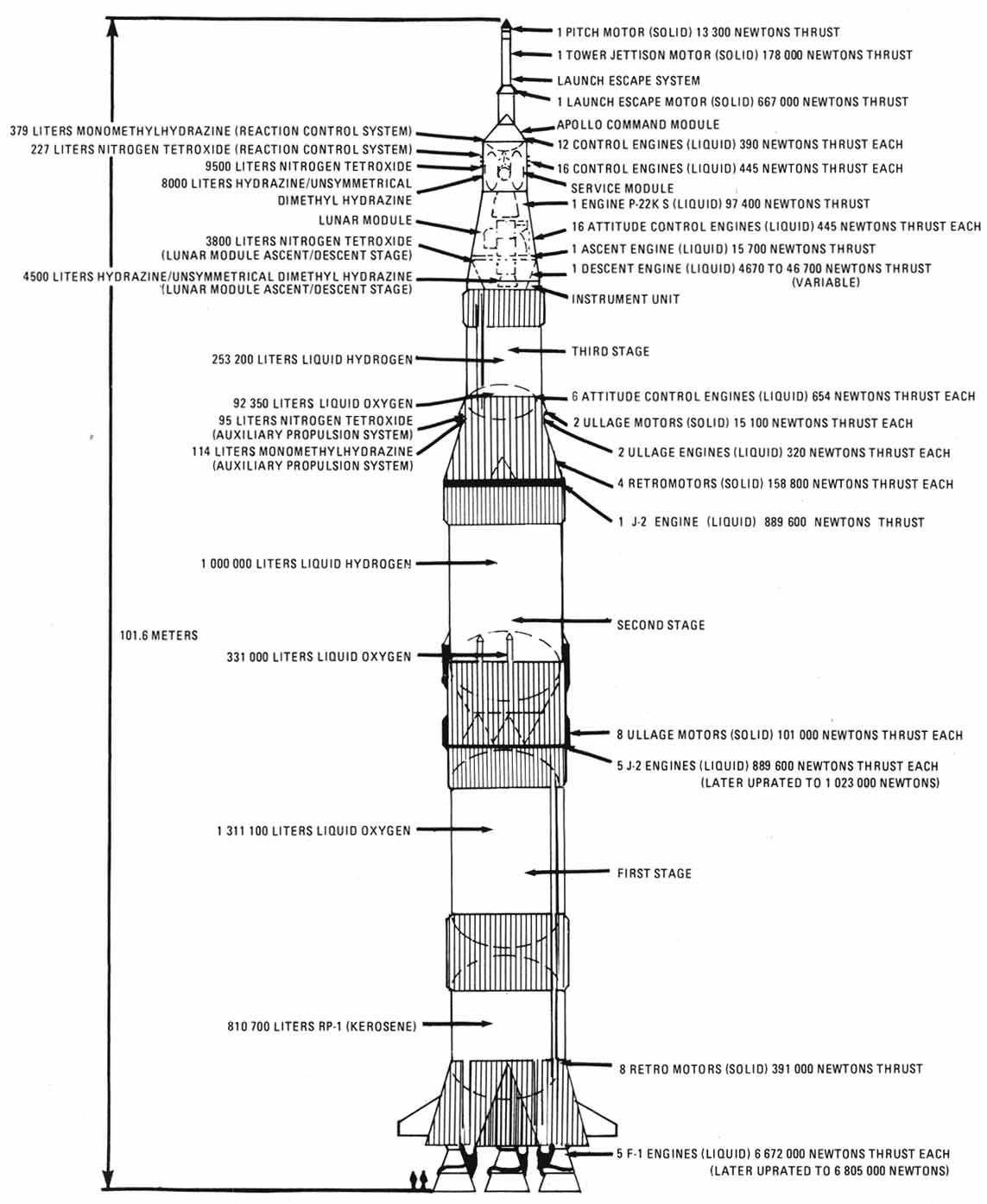
En el esquema del cohete Saturn V se observa que cada etapa tenía un volumen libre.

En los cohetes propulsados por combustible líquido, el volumen libre es el espacio sobrante que queda por encima del propelente líquido. Este término deriva directamente del lenguaje usado en la industria del vino.
Los tanques en tierra nunca son llenados completamente para favorecer la expansión del propelente líquido. En el suelo el espacio entre la carga de propelente y el punto más alto del tanque es el espacio de volumen libre.
En condiciones de microgravedad, el líquido puede flotar y alejarse del dispositivo de entrada del motor, lo cual es muy indeseable. Algunos vehículos usan pequeños cohetes para que al acelerar el propelente asiente en la base del tanque y entre en el sistema de ignición. Son llamados motores de volumen libre.